# 11 жовтня
11 жовтня — 284-й день року (285-й у високосному році) в григоріанському календарі. До кінця року залишається 81 день.

## Свята і пам'ятні дні

### Міжнародні
- ООН: Міжнародний день дівчаток

### Національні
- Північна Македонія: День народного повстання у Македонії (1941).
- Панама: День революції.
- Канада: Національний день ідентифікації особистості.
- Аргентина: день дульсе-де-лече.
- США: Національний день камінг-ауту.

### Інше
- Львів, День ЛНУ ім. Івана Франка

### Релігійні
Православ'я:
- Ап. Филипа, одного з 7-ох дияконів.
- Прп. Феофана, сповідника, творця канонів, єп. Нікейського.
- Прп. Феофана, посника Києво-Печерського, в Ближніх печерах.
- Мцц. Зінаїди і Филоніли.

## Іменини
✙ Православні: Пилип, Феофан, Зінаїда .
✝  Католицькі: Бруно I Великий

## Події

Герб Константинопольського Патріархату

- 1138 — Землетрус в Алеппо забрав життя 230 тисяч людей.
- 1881 — американець Г'юстон Девід запатентував першу фотоплівку
- 1887 — американський винахідник Томас Едісон запатентував електричну машину для підрахунку голосів на виборах
- 1891 — у Стокгольмі відкрито перший етнографічний музей просто неба.
- 1899 — почалася Друга англо-бурська війна.
- 1921 — на Всеукраїнському православному Синоді в Києві була створена незалежна від російської православної церкви Українська Автокефальна Православна Церква (УАПЦ).
- 1931 — в СРСР ухвалено рішення про повну ліквідацію приватної торгівлі.
- 1938 — центральна влада Чехословацької республіки затвердила уряд Карпатської України.
- 1939 — в Сталіному на центральній вулиці введено в дію першу тролейбусну лінію.
- 2018 — Вселенський Патріархат підтримав надання автокефалії Українській православній церкві

## Народились

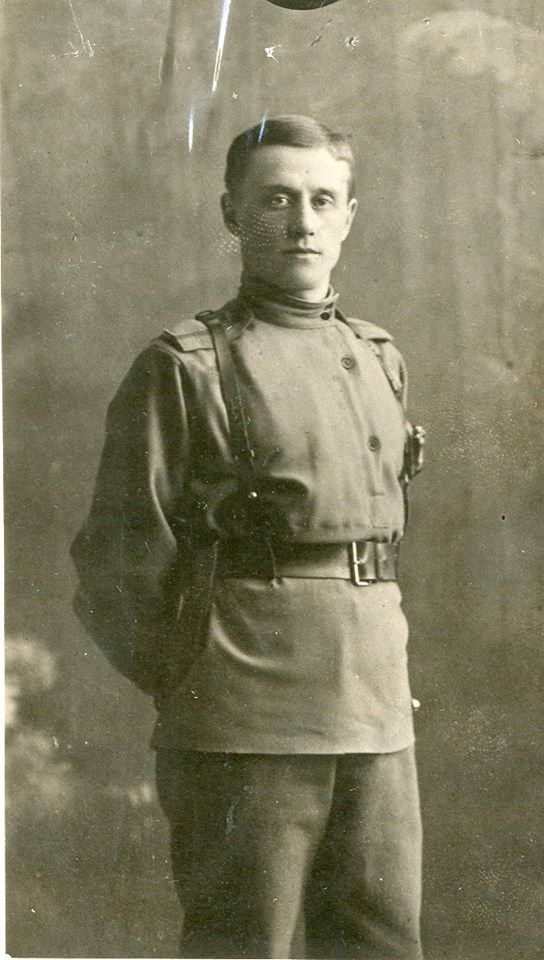
Микола Чеботарів (до 1920)

Дивись також Категорія:Народились 11 жовтня
- 1672 — Пилип Орлик, Гетьман Війська Запорізького (1710-42)
- 1738 — Артур Філіп, британський адмірал, перший Губернатор Австралії.
- 1878 — Хофер Карл, німецький художник, близький по стилю до експресіонізму.

- 1884 — Микола Чеботарів, український військовий і політичний діяч, один з організаторів та керівник української контррозвідки.
- 1885 — Франсуа Моріак, французький письменник і поет, Нобелівський лауреат.
- 1887 — Мирослав Січинський, український громадсько-політичний діяч, виконавець атентату у Львові проти галицького намісника Анджея Потоцького, за кривди, заподіяні українцям. (†1979).
- 1905 — Віктор Кравченко, український інженер, письменник, «неповерненець».
- 1906 — Ігор Савченко, український кінорежисер.
- 1913 — Еміліо Греко, італійський скульптор і графік.
- 1918 — Джером Роббінс, американський хореограф, кінорежисер.
- 1919 — Арт Блейкі, американський джазовий барабанщик.
- 1942 — Володимир Яворівський, український письменник, політик.
- 1966 — Люк Перрі, американський кіноактор.
- 1969 — Тетяна Терещук-Антіпова, українська легкоатлетка, бронзова призерка Олімпійських ігор.
- 1983 — Руслан Пономарьов, український шахіст, чемпіон світу з шахів (2002, за версією ФІДЕ).
- 1998 — Вячеслав Дрофа, український хіп-хоп та реп-виконавець.

## Померли
Дивись також: Категорія:Померли 11 жовтня
- 1531 — Цвінглі Ульріх, реформатор, загинув під час сутичок католиків і євангелістів в Швейцарії.
- 1550 — Пенц Георг, німецький художник, графік, гравер доби Відродження, учень Альбрехта Дюрера.
- 1708 — Еренфрід Вальтер Фон Чірнхауз, німецький філософ, математик, експериментатор, винахідник європейської білої порцеляни.
- 1958 — Моріс де Вламінк, відомий французький живописець — постмодерніст, малювальник й графік.
- 1963 — Жан Кокто, французький письменник, актор, художник, кінорежисер.
- 1965 — Доротея Ланж, американська фотографка-документалістка і фотожурналістка.
- 1969 — Енріке Бальєстерос, уругвайський футболіст.
- 1973 — Андрій Марков, радянський математик (ланцюги Маркова, марковські процеси; *1903)
- 1996 
  - Вільям Спенсер Вікрі, американський економіст, лауреат Нобелівської премії з економіки.
  - Ларс Валеріан Альфорс, фінський і американський математик.
- 2008 — Йорґ Гайдер, націоналістичний австрійський політик.